# Robert Gascoyne-Cecil, VI marchese di Salisbury
Robert Edward Peter Gascoyne-Cecil, VI marchese di Salisbury (24 ottobre 1916 – 11 luglio 2003), è stato un nobile e politico inglese.

## Biografia

### Infanzia
Era il figlio di Robert Gascoyne-Cecil, V marchese di Salisbury, e di sua moglie, Elizabeth Vere Cavendish, figlia di Lord Richard Cavendish.

### Carriera politica
Durante la seconda guerra mondiale prestò servizio nei Grenadier Guards. Egli prese parte allo Sbarco in Normandia nel 1944 con il II Battaglione e fu un membro dell'unità britannica prima di entrare a Bruxelles. Successivamente fu nominato assistente militare di Harold Macmillan.
Poi rappresentò il collegio di Bournemouth West come conservatore (1950-1954). Nel 1972 egli succedette al padre nel marchesato ed entrò alla Camera dei lord.

### Matrimonio
Sposò, il 18 dicembre 1945, Marjorie Olein Wyndham-Quin (15 luglio 1922), nipote di Windham Wyndham-Quin, V conte di Dunraven e Mount-Earl. Ebbero sette figli.

### Morte
Morì l'11 luglio 2003.

## Discendenza
Dal matrimonio tra Lord Salisbury e Marjorie Olein Wyndham-Quin nacquero:
- Robert Gascoyne-Cecil, VII marchese di Salisbury (30 settembre 1946);
- Lord Richard Valentine Gascoyne-Cecil (26 gennaio 1948–1978);
- Lord Charles Edward Vere Gascoyne-Cecil (13 luglio 1949), sposò Virginia Edith Zervudachi, non ebbero figli;
- Lord Valentine William Gascoyne-Cecil (13 maggio 1952);
- Henry Gascoyne-Cecil (3 maggio 1955–6 maggio 1955);
- Lady Rose Alice Elizabeth Cecil (11 settembre 1956), sposò in prime nozze Mark Flawn-Thomas e in seconde nozze Malachy Dunne;
- Lord Michael Hugh Cecil (23 marzo 1960), sposò Camilla Julia Scott, ebbeor tre figli.

## Ascendenza
|                                                 |                       |                                           | Genitori                                 |  |  | Nonni |  |  | Bisnonni                                         |  |  | Trisnonni                                      |  |
|                                                 |                       |                                           |                                          |  |  |       |  |  | Robert Gascoyne-Cecil, III marchese di Salisbury |  |  | James Gascoyne-Cecil, II marchese di Salisbury |  |
|                                                 |                       |                                           |                                          |  |  |       |  |  | Robert Gascoyne-Cecil, III marchese di Salisbury |  |  | James Gascoyne-Cecil, II marchese di Salisbury |  |
|                                                 |                       | Frances Mary Gascoyne                     |                                          |  |  |       |  |  | Robert Gascoyne-Cecil, III marchese di Salisbury |  |  |                                                |  |
| James Gascoyne-Cecil, IV marchese di Salisbury  |                       |                                           |                                          |  |  |       |  |  | Robert Gascoyne-Cecil, III marchese di Salisbury |  |  |                                                |  |
|                                                 |                       | Georgina Charlotte Alderson               | sir Edward Hall Alderson                 |  |  |       |  |  |                                                  |  |  |                                                |  |
|                                                 |                       | Georgina Charlotte Alderson               | sir Edward Hall Alderson                 |  |  |       |  |  |                                                  |  |  |                                                |  |
|                                                 |                       | Georgina Charlotte Alderson               | Georgina Catherine Drewe                 |  |  |       |  |  |                                                  |  |  |                                                |  |
| Robert Gascoyne-Cecil, V marchese di Salisbury  |                       | Georgina Charlotte Alderson               |                                          |  |  |       |  |  |                                                  |  |  |                                                |  |
|                                                 |                       | Arthur Gore, V conte di Arran             | Philip Gore, IV conte di Arran           |  |  |       |  |  |                                                  |  |  |                                                |  |
|                                                 |                       | Arthur Gore, V conte di Arran             | Philip Gore, IV conte di Arran           |  |  |       |  |  |                                                  |  |  |                                                |  |
|                                                 |                       | Arthur Gore, V conte di Arran             | Elizabeth Marianne Napier                |  |  |       |  |  |                                                  |  |  |                                                |  |
| lady Cicely Gore                                |                       | Arthur Gore, V conte di Arran             |                                          |  |  |       |  |  |                                                  |  |  |                                                |  |
|                                                 |                       | lady Edith Jocelyn                        | Robert Jocelyn, visconte Jocelyn         |  |  |       |  |  |                                                  |  |  |                                                |  |
|                                                 |                       | lady Edith Jocelyn                        | Robert Jocelyn, visconte Jocelyn         |  |  |       |  |  |                                                  |  |  |                                                |  |
|                                                 |                       | lady Edith Jocelyn                        | lady Frances Cowper                      |  |  |       |  |  |                                                  |  |  |                                                |  |
| Robert Gascoyne-Cecil, VI marchese di Salisbury |                       | lady Edith Jocelyn                        |                                          |  |  |       |  |  |                                                  |  |  |                                                |  |
|                                                 | lord Edward Cavendish | William Cavendish, VII duca di Devonshire |                                          |  |  |       |  |  |                                                  |  |  |                                                |  |
|                                                 | lord Edward Cavendish | William Cavendish, VII duca di Devonshire |                                          |  |  |       |  |  |                                                  |  |  |                                                |  |
|                                                 | lord Edward Cavendish | lady Blanche Howard                       |                                          |  |  |       |  |  |                                                  |  |  |                                                |  |
| lord Richard Cavendish                          | lord Edward Cavendish |                                           |                                          |  |  |       |  |  |                                                  |  |  |                                                |  |
|                                                 |                       | hon. Emma Elizabeth Lascelles             | hon. William Saunders Sebright Lascelles |  |  |       |  |  |                                                  |  |  |                                                |  |
|                                                 |                       | hon. Emma Elizabeth Lascelles             | hon. William Saunders Sebright Lascelles |  |  |       |  |  |                                                  |  |  |                                                |  |
|                                                 |                       | hon. Emma Elizabeth Lascelles             | lady Caroline Georgiana Howard           |  |  |       |  |  |                                                  |  |  |                                                |  |
| hon. Elizabeth Cavendish                        |                       | hon. Emma Elizabeth Lascelles             |                                          |  |  |       |  |  |                                                  |  |  |                                                |  |
|                                                 |                       | William Beauclerk, X duca di St. Albans   | William Beauclerk, IX duca di St. Albans |  |  |       |  |  |                                                  |  |  |                                                |  |
|                                                 |                       | William Beauclerk, X duca di St. Albans   | William Beauclerk, IX duca di St. Albans |  |  |       |  |  |                                                  |  |  |                                                |  |
|                                                 |                       | William Beauclerk, X duca di St. Albans   | Elizabeth Catherine Gubbins              |  |  |       |  |  |                                                  |  |  |                                                |  |
| lady Moyra Beauclerk                            |                       | William Beauclerk, X duca di St. Albans   |                                          |  |  |       |  |  |                                                  |  |  |                                                |  |
|                                                 |                       | Grace Bernal-Osborne                      | Ralph Bernal-Osborne                     |  |  |       |  |  |                                                  |  |  |                                                |  |
|                                                 |                       | Grace Bernal-Osborne                      | Ralph Bernal-Osborne                     |  |  |       |  |  |                                                  |  |  |                                                |  |
|                                                 |                       | Grace Bernal-Osborne                      | Catherine Isabella Osborne               |  |  |       |  |  |                                                  |  |  |                                                |  |
|                                                 |                       | Grace Bernal-Osborne                      |                                          |  |  |       |  |  |                                                  |  |  |                                                |  |